# ユーゴスラビア

ユーゴスラビアの変遷

ユーゴスラビア（セルビア・クロアチア語: Jugoslavija/Југославија）は、かつてバルカン半島に存在した、南スラヴ人を主体に合同して成立した国家の枠組みである。
国名の「ユーゴスラビア」は「南スラヴ人の国」であり、こう名乗っていたのは1929年から2003年までの期間であるが、実質的な枠組みとしては1918年に建国されたセルビア人・クロアチア人・スロベニア人王国に始まり、2006年6月にモンテネグロの独立で解体されたセルビア・モンテネグロまでを系譜とする。戦前は全人口の4分の3が農民であったが、1945年の第二次世界大戦後はチトーによって、ユーゴスラビア社会主義連邦共和国となり、1948年にソ連率いるコミンフォルムから追放されるまで、ソ連型の社会主義建設に専念した。追放された後は労働者自主管理型の分権的な社会主義を生み出し、外交政策の非同盟主義への転換とともに「（ユーゴスラビア）独自の社会主義」の二本柱となった。また、その間に国名や国家体制、国土の領域についてはいくつかの変遷が存在する（#国名参照）。
なおユーゴスラビアの名は、解体後においてもマケドニア名称論争により、構成国のひとつであった北マケドニアが現在の国名に改名する2019年までの間、同国の国際連合等における公式呼称であった「マケドニア旧ユーゴスラビア共和国」として残存していた。

国家の多様性から『七つの国境、六つの共和国、五つの民族、四つの言語、三つの宗教、二つの文字、一つの国家』と形容される。

## 概要
首都はベオグラード。1918年にセルビア王国を主体としたセルビア人・クロアチア人・スロベニア人王国（セルブ＝クロアート＝スロヴェーヌ王国）として成立。1929年にユーゴスラビア王国に改名されたが、1941年にナチス・ドイツを中心とする枢軸国の侵攻によって全土を制圧され、以後枢軸国各国による分割占領や傀儡政権を介した間接統治が実施された。その間はヨシップ・ブロズ・チトー率いるパルチザンを中心とする抵抗運動が続き、枢軸国が敗戦した1945年からはパルチザンが設置したユーゴスラビア民主連邦が正式なユーゴスラビア政府となり社会主義体制が確立され、ユーゴスラビア民主連邦はユーゴスラビア連邦人民共和国に改称された。そして1963年、ユーゴスラビア連邦人民共和国はユーゴスラビア社会主義連邦共和国に改称された。
しかし、ユーゴスラビア社会主義連邦共和国は1980年代後半の不況によって各構成国による自治・独立要求が高まり、1991年から2001年まで続いたユーゴスラビア紛争により解体された。その後も連邦に留まったセルビア共和国とモンテネグロ共和国により1992年にユーゴスラビア連邦共和国が結成されたものの、国際的にはユーゴスラビア連邦社会主義共和国の継承国とは認められず、国際連合における従来のユーゴスラビアの代表権を引き継ぐこともできなかった。ユーゴスラビア連邦共和国は2003年により緩やかな国家連合に移行し、国名をセルビア・モンテネグロに改称したため、ユーゴスラビアの名を冠する国家は無くなった。この国も2006年にモンテネグロが独立を宣言、その後間もなくセルビアも独立を宣言し国家連合は解消、完全消滅となった。
ユーゴスラビア社会主義連邦共和国の6つの構成共和国はそれぞれ独立し、スロベニア、クロアチア、ボスニア・ヘルツェゴビナ、セルビア、モンテネグロ、北マケドニアとなっている。また、セルビア国内の自治州であったコソボは2008年にセルビアからの独立を宣言した。コソボを承認している国は2015年8月の時点で国連加盟193か国のうち110か国であり、セルビアをはじめとするコソボの独立を承認していない国々からは依然コソボはセルビアの自治州と見なされている。
バルカン半島に位置し、北西にイタリア、オーストリア、北東にハンガリー、東にルーマニア、ブルガリア、南にギリシア、南西にアルバニアと国境を接し、西ではアドリア海に面していた。

## 国名
ユーゴスラビアはスロベニア語、およびセルビア・クロアチア語のラテン文字表記でJugoslavija、キリル文字表記でЈУГОСЛАВИЈА（スロベニア語: [juɡɔˈslàːʋija]、セルビア・クロアチア語: [juɡǒslaːʋija, juɡoslâʋija]）。
日本語での表記はユーゴスラビアもしくはユーゴスラヴィアである。しばしばユーゴと略される。過去にはユーゴースラヴィアという表記が使われていた。
ユーゴスラビアは「南スラヴ人の土地」を意味し、南スラヴ人の独立と統一を求めるユーゴスラヴ運動に由来している。国家の名称としては、1918年のセルビア人・クロアチア人・スロベニア人王国の成立の頃より通称として用いられていたが、アレクサンダル1世統治時代の1929年に、これを正式な国名としてユーゴスラビア王国と改称された。

### 変遷
- 1918年 - セルビア人・クロアチア人・スロベニア人王国
- 1929年 - ユーゴスラビア王国
- 1943年 - ユーゴスラビア民主連邦
- 1946年 - ユーゴスラビア連邦人民共和国
- 1963年 - ユーゴスラビア社会主義連邦共和国
- 1992年 - セルビアとモンテネグロがユーゴスラビア連邦共和国を形成。
- 2003年 - ユーゴスラビア連邦共和国がセルビア・モンテネグロに移行、ユーゴスラビアの国名が消滅。

## 歴史

### 王国の成立

ユーゴスラビア王国の国旗

第一次世界大戦中、汎スラヴ主義を掲げてオーストリアと戦ったセルビアはコルフ宣言を発表し、戦後のバルカン地域の枠組みとして既に独立していたセルビア、モンテネグロに併せてオーストリア・ハンガリー帝国内のクロアチア、スロベニアを合わせた南スラヴ人王国の設立を目指すことを表明した。
1918年に第一次世界大戦が終了しオーストリア・ハンガリー帝国が解体されるとクロアチア、スロベニアもオーストリア・ハンガリー帝国の枠組みから脱却して南スラヴ人王国の構想に加わり「セルビア人・クロアチア人・スロベニア人王国（1929年にユーゴスラビア王国へ改称）」が成立した。
憲法制定までの暫定的な臨時政府は、セルビア人によって運営された。また、1920年の制憲議会選挙によって成立したニコラ・パシッチ内閣（急進党・民主党連立）は、セルビア人主導の中央集権的な政治体制を目指しており、分権的・連邦主義的な政治体制を望むクロアチア共和農民党などの非セルビア人勢力と対立した。結局、パシッチは旧セルビア王国憲法を土台とした「ヴィドヴダン憲法」を制定した。こうしてセルビア人主導の中央集権化が進められ、歴代首相や陸海軍大臣、官僚の多くはセルビア人で占められたため、クロアチア人などの不満は大きなものとなった。1928年、クロアチア農民党（共和農民党から改称）のスティエパン・ラディッチが暗殺されたことは政治的混乱を深めさせ、1929年1月6日には国王アレクサンダルが憲法を停止して独裁制を布告し、ユーゴスラビア王国と国号を変更した。

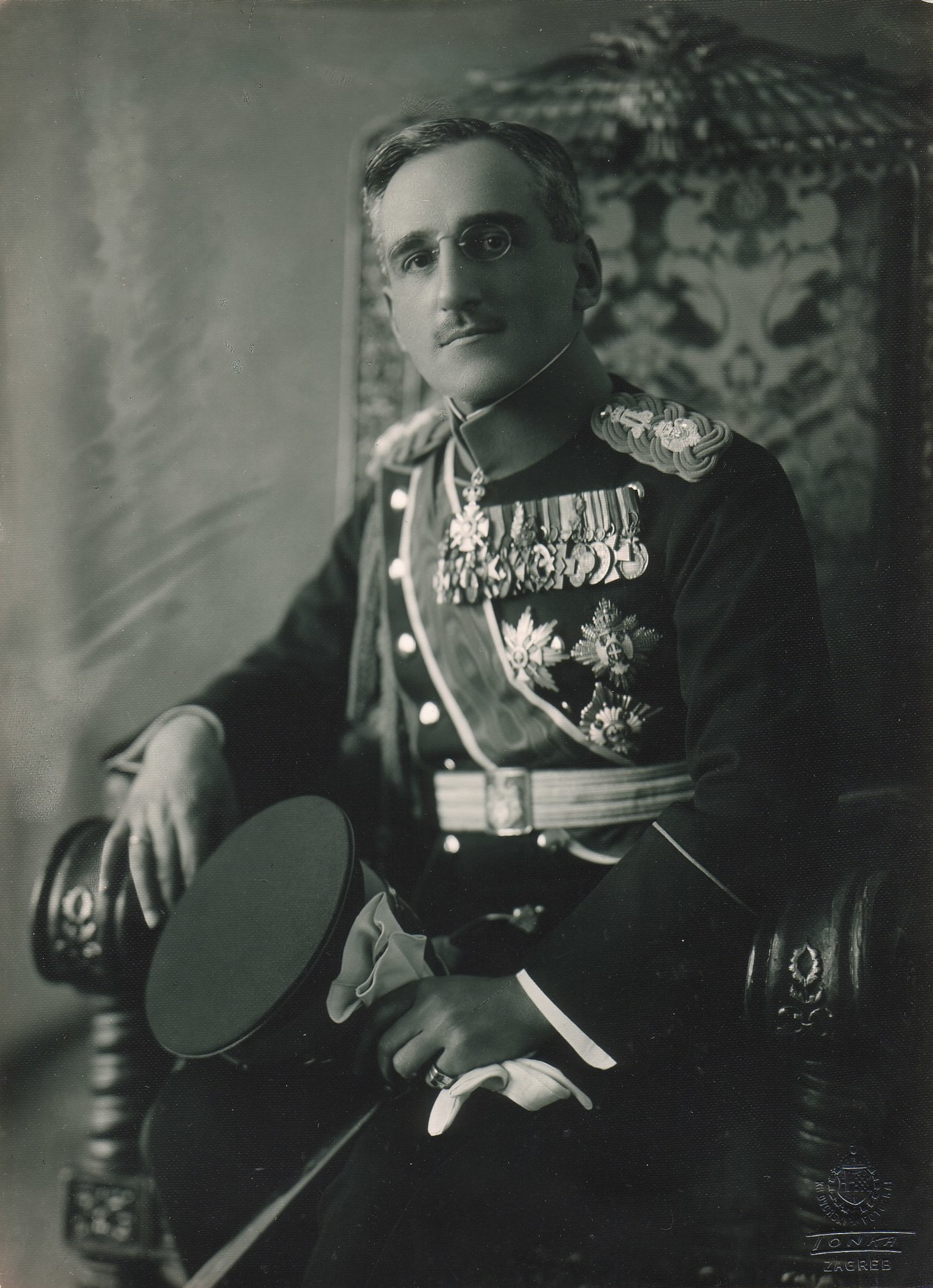
国王アレクサンダル1世

国王アレクサンダルは、中央集権化を進めるとともに、「ユーゴスラビア」という単位での国民統合を企図した。ヴィドヴダン憲法で定められていた33の地方行政区（オブラスト）を再編し、歴史的経緯などによらない自然の河川などによって画定された9つの州（バノヴィナ）を配置した。
1931年に新憲法を布告し、中央集権主義と国王独裁を強めた。このため、連邦制・地方自治を求めるクロアチア人の不満は、いっそう高まることになった。1934年、国王アレクサンダルがフランス外相とともにマルセイユで暗殺され、ペータル2世が即位した。この暗殺は、クロアチアの民族主義組織ウスタシャや、マケドニアの民族主義組織・内部マケドニア革命組織によるものと考えられている。
アレクサンダル暗殺後のユーゴスラビア政府はクロアチアの要求をある程度受け入れる方針に転換し、1939年にはクロアチア人の自治権を大幅に認め、クロアチア自治州を設立させることで妥協が成立した。しかし、クロアチア自治州の中にも多くのセルビア人が住む一方、自治州の外にもクロアチア人は多く住んでいること、またその他の民族も自治州の内外に分断されたり、自民族の自治が認められないことから多くの不満が起こり、結局この妥協はユーゴスラビア内の矛盾を拡大しただけで終わった。一方、クロアチア人による民族主義グループのウスタシャは、クロアチア自治州の成立だけでは満足せず、更にクロアチアの完全独立を目指し、この妥協を否定し非難した。

### 第二次世界大戦

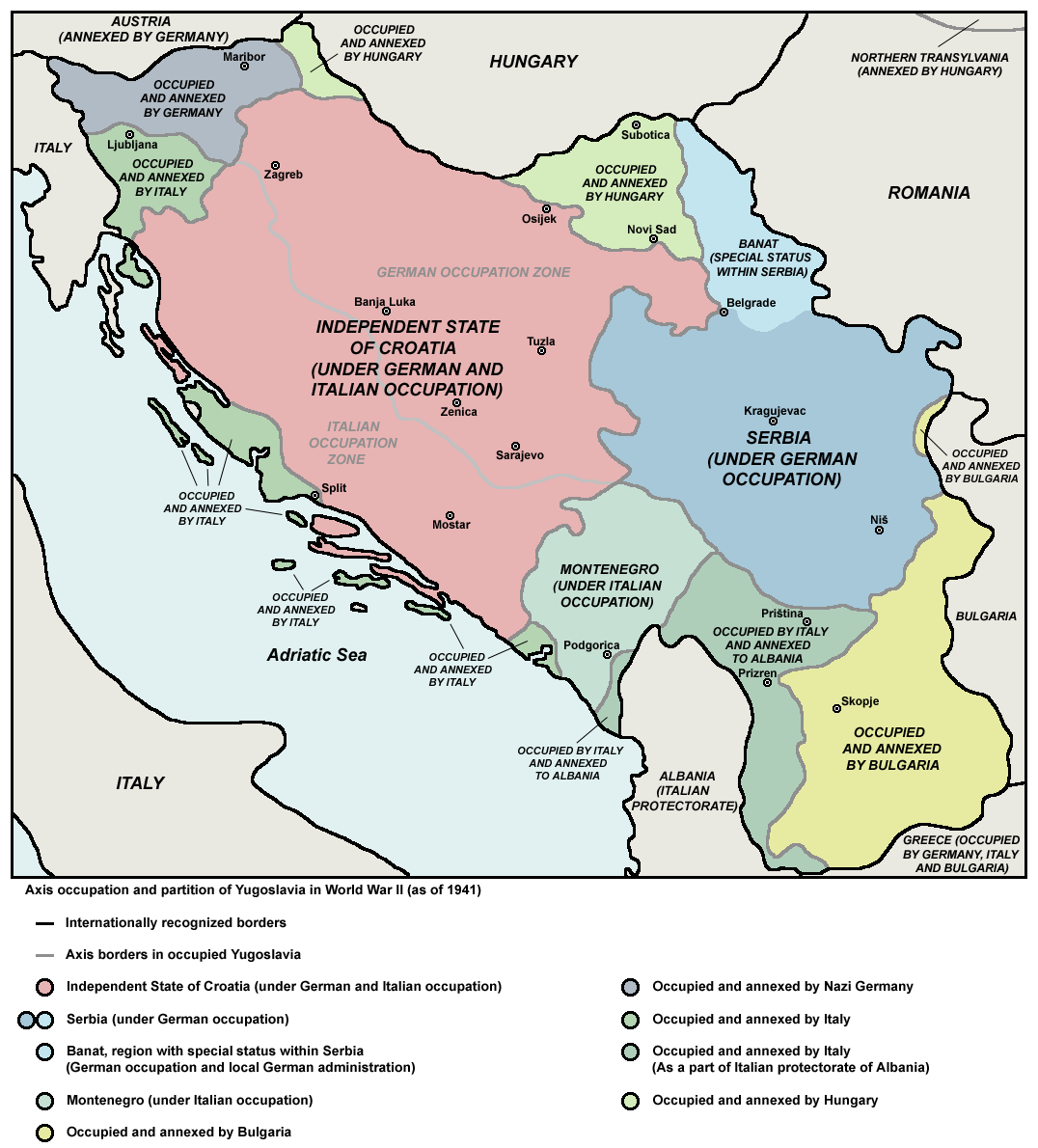

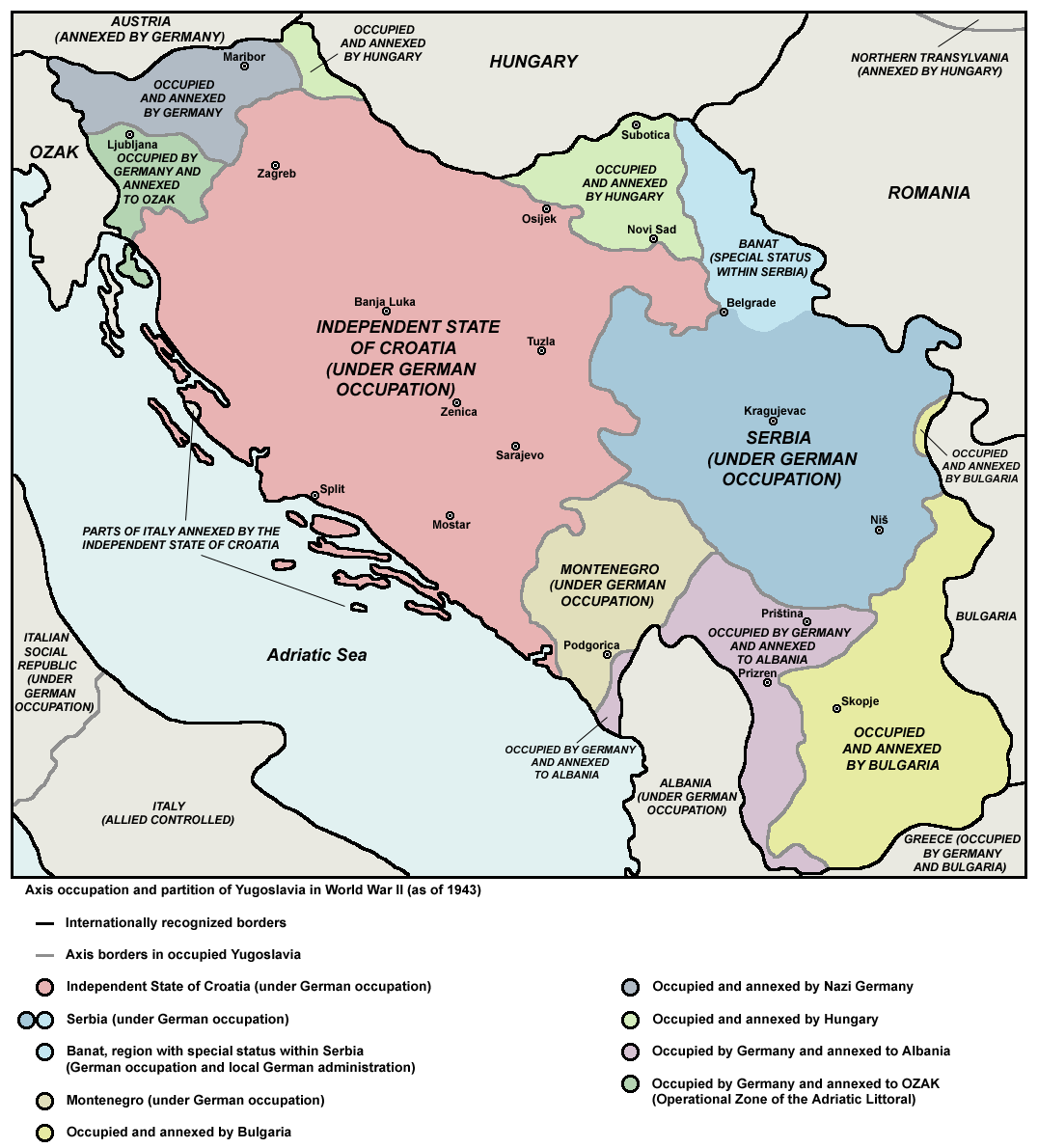

ドイツの伸張と同国への経済依存度の高さから、ユーゴスラビア王国政府はドイツへの追従やむなしとして、1941年3月25日には日独伊三国軍事同盟に加盟した。しかし、これに反対しユーゴスラビアの中立を求める国軍は、3月26日から27日夜にかけてクーデターを起こし、親独政権は崩壊した。新政権は中立政策を表明し、三国同盟への加盟を維持すると表明する一方で、同盟としての協力義務を実質的に破棄し、中立色を明確にした。
同年4月5日、ユーゴスラビアはソ連との間で友好不可侵協定に調印したが、翌4月6日朝にはドイツ国防軍がイタリア王国、ハンガリー、ブルガリア等の同盟国と共にユーゴスラビア侵攻を開始。ドイツ空軍（ルフトヴァッフェ）はベオグラードや他の主要なユーゴスラビアの都市を爆撃した。4月17日、ユーゴスラビアはドイツ軍に無条件降伏の申し入れを行い、全戦線にわたり戦闘を停止した。30万人以上のユーゴスラビアの将校や兵士が捕虜となった。
ドイツはユーゴスラビアを分割占領し、クロアチア地域ではウスタシャを新しい地域の為政者として承認し、同盟を結んだ。その他のユーゴスラビアの領土の一部はハンガリー、ブルガリア、イタリアへと引き渡され、残されたセルビア地域には、ドイツ軍が軍政を敷くと共に、ミラン・ネディッチ将軍率いる親独傀儡政権「セルビア救国政府」を樹立させた。
ウスタシャはドイツの支援を受けてユーゴスラビアを解体し、クロアチア独立国を成立させた。クロアチア人はセルビア人への復讐を始め、ヤセノヴァツなどの強制収容所にセルビア人を連行して虐殺した。
ドイツに侵攻されたユーゴスラビア王国政府はイギリスのロンドンに亡命政権を樹立し、ユーゴスラビア王国軍で主流だったセルビア人将校を中心としたチェトニックを組織してドイツ軍に対抗した。しかし、旧来のユーゴスラビア王国内の矛盾を内包したチェトニックは士気が低く、クロアチア人を虐殺するなどしたため、セルビア人以外の広範な支持を広げることが無かった。代わってドイツに対する抵抗運動をリードしたのは、後にユーゴスラビア社会主義連邦共和国大統領に就任するヨシップ・ブロズ・チトー（ティトー）の率いるパルチザンだった。パルチザンはドイツ軍に対して粘り強く抵抗し、ソ連軍の力を東欧の国で唯一借りず、ユーゴスラビアの自力での解放を成し遂げた。
ユーゴスラビア王国の旧政府が至上権を持つことを否定したパルチザンと王に忠実な亡命者を再結集しようとする西部諸国の試みは、1944年6月のチトー・シュバシッチ協定（英語版）につながった。しかし、実権を握っていたチトーは、首相となり独立した共産主義国家を率いることを決意していた。チトーはモスクワとロンドンの支持を得て、80万人の兵力を持つ最も強力なパルチザン部隊を率いることとなった。
戦後のユーゴスラビアの犠牲者の公式的な推定は170万4000人である。歴史家ウラジミール・ジェルヤビッチ（英語版）とボゴリュブ・コチョヴィッチ（英語版）による1980年代の後のデータ収集によると、実際の死者数は約100万人だった。

### 連邦人民共和国の成立

ユーゴスラビア社会主義連邦共和国の国旗

大戦中の1943年に成立したユーゴスラビア民主連邦は社会主義を標榜し、新たな国家体制の構築に奔走した。戦後、自力でユーゴスラビアの解放に成功したチトーは王の帰国を拒否し、ロンドンの亡命政権を否認、ユーゴスラビア連邦人民共和国の成立を宣言した。戦後の政権党となったユーゴスラビア共産党（1952年にユーゴスラビア共産主義者同盟と改称）は、1948年にチトーがヨシフ・スターリンと対立してコミンフォルムを追放されて以降、ソ連の支配から外れ、独自の路線を歩むことになる。ユーゴスラビアは、アメリカが戦後のヨーロッパ再建とソ連への対抗策として打ち出したマーシャル・プランを受け入れる姿勢を取り、東ヨーロッパ諸国を衛星国として取り込もうとしていたソ連と対立した。1949年9月、ユーゴスラビアがアメリカからの2000万ドルの借款を受け入れると、ソ連と東欧五カ国はユーゴスラビアとの友好相互援助条約を破棄した。ソ連と対立したため、東ヨーロッパの軍事同盟であるワルシャワ条約機構に加盟せず、1953年にはギリシャやトルコとの間で集団的自衛権を明記した軍事協定バルカン三国同盟を結んで北大西洋条約機構と事実上間接的な同盟国となる。社会主義国でありながら1950年代は米国の相互防衛援助法の対象となってM47パットン、M4中戦車、M36ジャクソン、M18駆逐戦車、M3軽戦車、M8装甲車、M3装甲車、M7自走砲、M32 戦車回収車、M25戦車運搬車、GMC CCKW、M3ハーフトラック、M4トラクター、デ・ハビランド モスキート、P-47、F-86、F-84、T-33など大量の西側の兵器を米英から供与され、1960年代にはスターリン批判でニキータ・フルシチョフが指導者になったソ連と和解して東側の軍事支援も得た。その中立的な立場から国際連合緊急軍 など国際連合平和維持活動にも積極的に参加し、冷戦下における安全保障策として非同盟運動（Non-Alignment Movement, NAM）を始めるなど独自の路線を打ち出した。その一方、ソ連から侵攻されることを念頭に置いて兵器の国産化に力を入れ、特殊潜航艇 なども開発した。ユーゴスラビア連邦軍とは別個に地域防衛軍を配置し、武器も配備した。地域防衛軍や武器は、後のユーゴスラビア紛争で利用され、武力衝突が拡大する原因となった。
社会主義建設において、ソ連との違いを打ち出す必要に迫られた結果生み出されたのが、ユーゴスラビア独自の社会主義政策とも言うべき自主管理社会主義である。これは生産手段をソ連流の国有にするのではなく、社会有にし、経済面の分権化を促し、各企業の労働者によって経営面での決定が行われるシステムだった。このため、ユーゴスラビアでは各企業の労働組合によって社長の求人が行われる、他のシステムとは全く逆の現象が起こった。この自主管理社会主義は、必然的に市場を必要とした。そのため、地域間の経済格差を拡大させ、これが後にユーゴスラビア紛争の原因の一つとなった。加えて、市場経済の完全な導入には踏み切れなかったため、不完全な形での市場の発達が経済成長に悪影響を及ぼす矛盾も内包していた。
第二のユーゴスラビアはスロベニア、クロアチア、ボスニア・ヘルツェゴビナ、セルビア、モンテネグロ、マケドニアの6つの共和国と、セルビア共和国内のヴォイヴォディナとコソボの2つの自治州によって構成され、各地域には一定の自治権が認められた。これらの地域からなるユーゴスラビアは多民族国家であり、その統治の難しさは後に「七つの国境、六つの共和国、五つの民族、四つの言語、三つの宗教、二つの文字、一つの国家」と表現された。
このような国で戦後の長期間にわたって平和が続いたことは、チトーのバランス感覚とカリスマ性によるところが大きいとも言われる。1963年には国号をユーゴスラビア社会主義連邦共和国に改称。1974年には6共和国と2自治州を完全に同等の立場に置いた新しい憲法が施行された。
1980年にチトーが死去すると各地から不満が噴出した。同年にコソボで独立を求める運動が起こった。スロベニアは、地理的に西ヨーロッパに近いため経済的に最も成功していたが、1980年代中ごろから、南側の共和国や自治州がスロベニアの経済成長の足を引っ張っているとして、分離の気運が高まった。クロアチア人は政府がセルビアに牛耳られていると不満が高まり、セルビア人は自分達の権限が押さえ込まれすぎているとして不満だった。経済的な成長が遅れている地域は「社会主義でないこと」、経済的に発展している地域は「完全に自由化されていないこと」に対して不満があった。
東欧革命が起こって東欧の共産主義政権が一掃されると、ユーゴスラビア共産主義者同盟も一党支配を断念し、1990年に自由選挙を実施した。その結果、各共和国にはいずれも民族色の強い政権が樹立された。セルビアではスロボダン・ミロシェヴィッチ率いるセルビア民族中心主義勢力が台頭した。クロアチアではフラニョ・トゥジマン率いる民族主義政党・クロアチア民主同盟が議会の3分の2を占め、ボスニア・ヘルツェゴビナでも主要3民族それぞれの民族主義政党によって議会の大半が占められた。また、モンテネグロ、およびコソボ自治州とヴォイヴォディナ自治州では、「反官憲革命」と呼ばれるミロシェヴィッチ派のクーデターが起こされ、実質的にミロシェヴィッチの支配下となっていた。1990年から翌1991年にかけて、スロベニアとクロアチアは連邦の権限を極力制限し各共和国に大幅な自治権を認める、実質的な国家連合への移行を求める改革を提案したが、ミロシェヴィッチが支配するセルビアとモンテネグロなどはこれに反発し、対立が深まった。

### 崩壊

1991年以降の旧ユーゴスラビアの変遷

1991年6月、スロベニア・クロアチア両共和国はユーゴスラビアからの独立を宣言した。ドイツのハンス＝ディートリヒ・ゲンシャー外務大臣は同年9月4日に欧州共同体内の合意形成を待たずに両国を国家承認することが戦争を防ぐと主張して、フランスやオランダ、スペインなど他の加盟国やイギリス、アメリカ、ギリシャの反対を押しきって承認表明した。そしてデンマークとベルギーのみにしか理解されなかったまま12月23日に単独承認したことでユーゴスラビア破滅の切っ掛けをつくった。政治学者のフランク・ウンバッハはドイツに引っ張られたECの加盟国らの対応を批判して、ユーゴ連邦はEUの理念の達成のための犠牲となったと述べている。
セルビアが主導するユーゴスラビア連邦軍とスロベニアとの間に十日間戦争、クロアチアとの間にクロアチア紛争が勃発し、ユーゴスラビア紛争が始まった。十日間戦争は極めて短期間で終結したものの、クロアチア紛争は長期化し泥沼状態に陥った。1992年4月には、3月のボスニア・ヘルツェゴビナの独立宣言をきっかけに、同国内で独立に反対するセルビア人と賛成派のクロアチア人・ボシュニャク人（ムスリム人）の対立が軍事衝突に発展し、ボスニア・ヘルツェゴビナ紛争が起こった。同国はセルビア人・クロアチア人・ボシュニャク人の混住がかなり進行していたため状況はさらに深刻で、セルビア、クロアチア両国が介入したこともあって戦闘は更に泥沼化した。
なおユーゴスラビア構成国のひとつであるマケドニア（現 北マケドニア）は上記の国とは違い、独立した際にユーゴスラビア連邦軍が保有する兵器をマケドニア側に分け与えず、全てセルビア側が持ち去ることを条件に、1992年3月にはユーゴスラビア連邦軍の撤退が実現され比較的平穏に済んだ。

### 連邦共和国の成立
1992年4月28日に、連邦に留まっていた2つの共和国、セルビア共和国とモンテネグロ共和国によって人民民主主義、社会主義を放棄した「ユーゴスラビア連邦共和国」（通称・新ユーゴ）の設立が宣言された。
クロアチア紛争、ボスニア・ヘルツェゴビナ紛争は国連の調停やNATOの介入によって、1995年のデイトン合意によって漸く終結をみた。しかし、セルビアからの分離運動を行うアルバニア人武装勢力の間では、武力闘争によるテロ活動が強まった。また、ボスニアやクロアチアなどの旧紛争地域で発生したセルビア人難民のコソボ自治区への殖民をセルビアが推進したことも、アルバニア人の反発を招いた。1998年には、過激派のコソボ解放軍（KLA）と、鎮圧に乗り出したユーゴスラビア軍との間にコソボ紛争が発生した。紛争に介入したNATO軍による空爆などを経て、1999年に和平協定に基づきユーゴスラビア軍はコソボから撤退した。コソボには国際連合コソボ暫定行政ミッション（UNMIK）が設置され、セルビアによる行政権は排除された。ミロシェヴィッチは大統領の座を追われ、ハーグの旧ユーゴスラビア国際刑事法廷(ICTY)に引き渡されたが、判決が下される前に死亡した。
一方、その人口規模の小ささから独立を選択せず、一旦はセルビアとの連邦を選択したモンテネグロでも、セルビアに対する不満が高まった。人口比が反映された議会、政府は完全にセルビアによって運営されることになり、この間モンテネグロはセルビアと共に国際社会からの経済的制裁、政治的な制裁を受けることになった。これに対しての不満がモンテネグロ独立運動の端緒となった。モンテネグロは過去の経験からコソボ紛争に対してはセルビアに協力しない方針をとり、むしろアルバニア人を積極的に保護するなどして、国際社会に対してセルビアとの差異を強調した。紛争終結後は通貨、関税、軍事指揮系統、外交機関などを連邦政府から独立させ独立への外堀を埋めていった。これに対して欧州連合はモンテネグロの独立がヨーロッパ地域の安定化に必ずしも寄与しないとする方針を示し、セルビアとモンテネグロに対して一定期間の執行猶予期間を設けることを提示した。両共和国は欧州連合の提案を受け入れ、2003年2月5日にセルビアとモンテネグロからなるユーゴスラビア連邦共和国は解体され、ゆるやかな共同国家となる「セルビア・モンテネグロ」が誕生した。セルビア・モンテネグロはモンテネグロの独立を向こう3年間凍結することを条件として共同国家の弱体化、出来うる限りのセルビアとモンテネグロの対等な政治システムを提示したが、モンテネグロは共同国家の運営に対して協力的でなく、独立を諦める気配を見せようとしなかった。
このため欧州連合は、投票率50%以上賛成55%以上という条件でモンテネグロの独立を問う国民投票の実施を認めた。2006年5月23日に国民投票が行われ、欧州連合の示す条件をクリアしたため、同年6月3日にモンテネグロは連合を解消して独立を宣言した。これをセルビア側も承認し、欧州連合がモンテネグロを国家承認したため、モンテネグロの独立が確定した。
これにより、ユーゴスラビアを構成していた六つの共和国がすべて独立し、完全に崩壊した。

## 指導者

### 王国
すべてカラジョルジェヴィチ家。
1. ペータル1世（1918年-1921年セルブ・クロアート・スロヴェーヌ王）
2. アレクサンダル1世（1921年-1929年セルブ・クロアート・スロヴェーヌ王、1929年-1934年ユーゴスラビア王）
3. ペータル2世（1934年-1941年ユーゴスラビア王、1941年-1945年枢軸国の侵略によりロンドン亡命）

### 共産主義者同盟
1. ヨシップ・ブロズ・チトー（ティトー）（1939年3月-1980年5月4日）
  - ブランコ・ミクリッチ（クロアチア出身、1978年10月19日 - 1979年10月23日）代理
  - ステヴァン・ドロニスキ（ヴォイヴォディナ出身、1979年10月23日 - 1980年5月4日）代理
2. ステヴァン・ドロニスキ（ヴォイヴォディナ出身、1980年5月4日 - 1980年10月20日）
3. ラザル・モイソフ（マケドニア出身、1980年10月20日-1981年10月20日）
4. ドゥシャン・ドラゴサヴァツ（クロアチア出身、1981年10月20日-1982年6月29日）
5. ミティア・リビチッチ（スロヴェニア出身、1982年6月29日-1983年6月30日）
6. ドラゴスラヴ・マルコヴィッチ（セルビア出身、1983年6月30日-1984年6月26日）
7. アリ・シュクリヤ（コソヴォ出身、1984年6月26日-1985年6月25日）
8. ヴィドイェ・ジャルコヴィチ（モンテネグロ出身、1985年6月25日-1986年6月26日）
9. ミランコ・レノヴィツァ（ボスニア・ヘルツェゴビナ出身、1986年6月26日-1987年6月30日）
10. ボシュコ・クルニッチ（ヴォイヴォディナ出身、1987年6月30日-1988年6月30日）
11. スティペ・シュヴァル（クロアチア出身、1988年6月30日-1989年6月30日）
12. ミラン・パンチェフスキ（マケドニア出身、1989年6月30日-1990年6月30日）

### 連邦人民共和国・社会主義連邦共和国
1. イヴァン・リヴァル（1945年12月29日 - 1953年1月14日）
2. ヨシップ・ブロズ・ティトー（1953年1月14日 - 1980年5月4日）1963年から終身大統領
3. ラザル・コリシェヴスキ（1980年5月4日 - 1980年5月15日）
4. ツヴィイェチン・ミヤトヴィッチ（1980年5月15日 - 1981年5月15日）
5. セルゲイ・クライゲル（1981年5月15日 - 1982年5月15日）
6. ペータル・スタンボリッチ（1982年5月15日 - 1983年5月15日）
7. ミカ・シュピリャク（1983年5月15日 - 1984年5月15日）
8. ヴェセリン・ジュラノヴィッチ（1984年5月15日 - 1985年5月15日）
9. ラドヴァン・ヴライコヴィッチ（1985年5月15日 - 1986年5月15日）
10. シナン・ハサニ（1986年5月15日 - 1987年5月15日）
11. ラザル・モイソフ（1987年5月15日 - 1988年5月15日）
12. ライフ・ディスダレヴィッチ（1988年5月15日 - 1989年5月15日）
13. ヤネス・ドルノウシェク（1989年5月15日 - 1990年5月15日）
14. ボリサヴ・ヨヴィッチ（1990年5月15日 - 1991年5月15日）
15. スティエパン・メシッチ（1991年6月30日 - 1991年10月3日）
  - ブランコ・コスティッチ（1991年10月3日 - 1992年6月15日）代理

### 連邦共和国
1. ドブリツァ・チョシッチ（1992年6月15日 - 1993年6月1日）
  - ミロシュ・ラドゥロヴィッチ（1993年6月1日 - 1993年6月25日）代理
2. ゾラン・リリッチ（1993年6月25日 - 1997年6月25日）
  - スルジャ・ボジョヴィッチ（1997年6月25日 - 1997年7月23日）代理
3. スロボダン・ミロシェヴィッチ（1997年7月23日 - 2000年10月7日）
4. ヴォイスラヴ・コシュトニツァ（2000年10月7日 - 2003年3月7日）

## 政治
1918年から1941年まではカラジョルジェヴィチ家による王制。
1945年以降はユーゴスラビア共産主義者同盟による一党独裁。ただし地理的に西ヨーロッパに近いことや、ソ連及びその衛星国と政治体制を差別化する必要があったことから、比較的自由な政治的な発言は許される風土があったとされる。
1989年にユーゴスラビア共産主義者同盟は一党独裁を放棄し、複数政党制の導入を決定した。翌1990年に実施された自由選挙ではセルビアとモンテネグロを除いて非ユーゴスラビア共産主義者同盟系の民族主義的色彩が非常に強い政治グループが政権を獲得した。

## 地方行政区分
「ユーゴスラビアの構成体一覧」も参照。

### 1918年-1941年
1929年、中央集権化政策の一環としてそれまでの33州（Oblast）を改編して10の州（banovina）を設けた。1939年、ツヴェトコヴィッチ＝マチェク合意に基づき、サヴァ州、プリモリェ州全域とヴルバス州、ドリナ州の一部をクロアチア自治州として設定した。
- ドラヴァ州（Dravska banovina）
- サヴァ州（Savska banovina）
- プリモリェ州（Primorska banovina）
- ヴルバス州（Vrbaska banovina）
- ドナウ州（Dunavska banovina）
- ドリナ州（Drinska banovina）
- モラヴァ州（Moravska banovina）
- ゼタ州（Zetska banovina）
- ヴァルダル州（Vardarska banovina）
- ベオグラード市（Grad Beograd、パンチェヴォおよびゼムンを含む）

### 1945年-1990年
1945年以降は社会主義体制が敷かれ、民族、あるいは地域ごとの共和国からなる連邦制をとった。1974年には憲法を改正し、セルビア共和国の一部であるヴォイヴォディナ自治州とコソボ自治州を、各共和国とほぼ同等の地位へと昇格させた。
- スロベニア社会主義共和国
- クロアチア社会主義共和国
- マケドニア社会主義共和国
- ボスニア・ヘルツェゴビナ社会主義共和国
- セルビア社会主義共和国
  - ヴォイヴォディナ社会主義自治州
  - コソボ社会主義自治州
- モンテネグロ社会主義共和国

### 1990年以降
1990年に初めて多党制が導入され、自由選挙が行われた。連邦の構成共和国で社会主義政策を放棄し、連邦からの離脱を望む勢力が伸び、ほどなくユーゴスラビアから独立していった。この過程で一連のユーゴスラビア紛争が起こった。
- スロベニア共和国（1991年6月に独立を宣言し、スロベニア共和国となった）
- クロアチア共和国（1991年6月に独立を宣言し、クロアチア共和国となった）
- マケドニア共和国（1991年に独立を宣言、1992年3月に完全独立し、マケドニア共和国となった。2019年に北マケドニア共和国に改称）
- ボスニア・ヘルツェゴビナ共和国（1992年3月に独立を宣言し、ボスニア・ヘルツェゴヴィナ共和国となった。その後内戦に突入し、1995年12月和平に調印）
- セルビア共和国（2003年に「セルビア・モンテネグロ」として共同国家を維持、2006年モンテネグロ共和国の独立に伴って独立し、セルビア共和国となった）
  - ヴォイヴォディナ自治州（セルビア共和国のヴォイヴォディナ自治州となっている）
  - コソボ・メトヒヤ自治州（2008年2月17日に独立を宣言し、コソボ共和国となった）
- モンテネグロ共和国（2003年、「セルビア・モンテネグロ」として共同国家を維持、2006年分離独立しモンテネグロとなった）

## 地理

### 河川
- ドナウ川
- サヴァ川
- モラヴァ川
- ヴァルダル川
- ドリナ川
- ウナ川
- ネレトヴァ川

### 山脈
- ディナル・アルプス

## 経済
1980年代の末期まで、ユーゴスラビアではソ連や他の社会主義国家とは一線を画した経済方式を導入しており、この経済方式を自主管理方式と呼んだ。ユーゴスラビアでは生産手段である、工場や工業機械の他に、経営方針も労働者によって管理されるものとされ、その範囲内で経営責任者が労働者によって募集されるということもよくあった。
また西側資本の受け入れにも積極的であり、西ドイツ（当時）のスニーカーメーカーだったアディダス社などがユーゴスラビアに工場を構えていた。
通貨はユーゴスラビア・ディナールだった。

## 国民
セルビア人、クロアチア人が多数。このほかに自らの共和国を持つ存在としてスロベニア人、モンテネグロ人、マケドニア人があった。ボシュニャク人も独自の共和国としてボスニア・ヘルツェゴビナを持っていたが、同共和国内にはセルビア人・クロアチア人も多く居住しており、ボシュニャク人の人口は過半数に達しなかった。さらにセルビア国内に、アルバニア人のために南部にコソボ自治州が、ハンガリー人のために北部にヴォイヴォディナ自治州が設けられた。イタリア人も少数ながら一定の人口を擁していた。これらの民族のいずれも、ユーゴスラビアで過半数を占めることはなかった。ユーゴスラビアが存在した約70年近くの間にこれらの民族の間での混血が進み、自らを「ユーゴスラビア人」であると名乗る者もあった。
宗教は、スロベニア人・クロアチア人は主にカトリック、セルビア人・モンテネグロ人・マケドニア人は主に正教会、ボシュニャク人は主にイスラームである。第二のユーゴスラビアにおいては、ボシュニャク人という呼称に代えてムスリム人という呼称が使用され、現在もそのように自称する人々もいる。
言語はセルビア・クロアチア語、スロベニア語、マケドニア語であった。セルビア・クロアチア語は連邦解体に伴ってクロアチア語、セルビア語、ボスニア語の3言語に分かれたものの、相互の差異は小さく、互いの意思疎通が可能である。また、スロベニアやマケドニア、コソボなど、セルビア・クロアチア諸語が優勢ではない地域でも、セルビア・クロアチア語は共通語として広く通用し、ユーゴスラビア解体前に教育を受けた、一定の年齢以上の者はほとんどがセルビア・クロアチア語を解することができる。また、セルビア・クロアチア語はラテン文字とキリル文字二つの正書法があったが、ユーゴスラビアではこれら二つの文字は等しく扱われていた。

## 文化

### スポーツ

#### サッカー
サッカーの強豪国のうちの一つだった。ワールドカップには1930年の第1回から出場している。ワールドカップでの最高成績は1930年および1962年の4位である。ヨーロッパ選手権では1960年大会、1968年大会での準優勝がある。年齢別の大会では1987年のワールドユースでの優勝がある。
1960年代以降、ユーゴスラビアが国際的なタイトルに最も近づいたのはドラガン・ストイコビッチ、デヤン・サビチェビッチ、ロベルト・プロシネチキ、ズボニミール・ボバン、スレチコ・カタネッツ、ダルコ・パンチェフを擁した1980年代後半になってからで、監督はイビチャ・オシムだった。1990年5月13日には国内リーグのディナモ・ザグレブ対レッドスター・ベオグラード戦で試合開始前から暴動が発生するなど民族対立が持ち込まれて混乱を来たし、代表チームの結束も危ぶまれたものの、1990 FIFAワールドカップでは準々決勝で一人少ないながらも優勝候補だったアルゼンチンに120分間でドロー。PKで敗退したものの、1992年のヨーロッパ選手権の優勝候補に推す者が後を絶たないほど強烈な印象を残していった。
しかし一方でユーゴスラビアの解体が進んでおり、1991年までに行われたヨーロッパ選手権予選を勝ち上がったものの、同年スロベニアとクロアチアがユーゴスラビアを離脱。更に本大会直前になってボスニア・ヘルツェゴビナもユーゴスラビアを離脱。ユーゴスラビア連邦軍がサラエヴォに侵攻するにあたって監督のイビチャ・オシムが辞任。国連はユーゴスラビアに対しての制裁を決定し、これに呼応してFIFA、UEFAはユーゴスラビア代表の国際大会からの締め出しを決定。既に開催国であるスウェーデン入りしていたユーゴスラビア代表は帰国し、ユーゴスラビアの解体とともにユーゴスラビア代表も解体してしまった。この大会の優勝はユーゴスラビアに代わって出場したデンマークだった。ユーゴスラビアの経歴と記録はユーゴスラビア連邦共和国→セルビア・モンテネグロ→セルビアが引き継いでいる。
旧ユーゴスラビア構成諸国家にも、強豪としてのユーゴスラビアの伝統は継承されている。1998 FIFAワールドカップではユーゴスラビア連邦共和国とクロアチアが出場し、特にクロアチアは3位に入る活躍を果たした。またサッカーが盛んとはいえないスロベニアも2000年のヨーロッパ選手権本大会、2002 FIFAワールドカップと続けて本大会に出場しこれも大いに世界を驚かせた。さらに2014 FIFAワールドカップではボスニア・ヘルツェゴビナも本大会初出場を果たし、2018 FIFAワールドカップではクロアチアが準優勝し、さらに大きな驚きを呼んだ。こうしたユーゴスラビアの強さの秘密の一つとしてサッカーをアカデミックに捉える試みが行われたことが上げられる。大学の講座の一つとしてサッカーのコーチングが教えられており、旧ユーゴスラビア出身の監督の多くはこれらの修士号や博士号を持っている場合が多い。また、旧ユーゴスラビア諸国出身のサッカー監督は極めて多いと言える。

#### オリンピック
サッカー以外でもユーゴスラビアはスポーツ強国として知られ、近代オリンピックの重要な参加国となった。夏季オリンピックには建国後最初の大会になる1920年のアントワープオリンピックから参加した（前身のセルビア王国としては1912年のストックホルムオリンピックで初参加）。1924年のパリオリンピックではレオン・シュツケリが男子体操の個人総合と種目別の鉄棒で、同国初のメダルとして金メダル2個を獲得した。
第二次世界大戦後もオリンピックへの参加を続け、1984年には社会主義国初となる冬季オリンピックとして、招致活動で札幌市を抑えてサラエボオリンピックを開催した。この大会ではユーレ・フランコがアルペンスキーの男子大回転で銀メダルを獲得し、同国初の冬季メダリストとなった。また、同年に行われ、ソ連や東ヨーロッパ諸国が集団ボイコットを行ったロサンゼルスオリンピックにも参加した。この時のメダル獲得総数18個（金7銀4銅7）がユーゴスラビアのベストリザルトで、その次の1988年ソウルオリンピックでも12個（金3銀4銅5）のメダルを獲得した。
有力種目はハンドボールと水球だった。男子ハンドボールはオリンピック種目に復活した1972年のミュンヘンオリンピックで金メダルを獲得し、その後もメダル争いの常連となった。男子水球はロサンゼルス・ソウル両大会で2連覇を達成し、ハンガリーと並ぶ世界最高峰の実力を見せつけた。
しかし、オリンピック活動も各共和国の独立運動の影響を受けた。1992年のバルセロナオリンピックは、男子サッカーのヨーロッパ選手権と同様、ユーゴスラビアとの文化・スポーツ交流を禁じる国連の制裁対象となった。独立した各共和国の参加は認められたが、ユーゴスラビアの参加は不可能となった。ただし、国際オリンピック委員会（IOC）は救済措置を検討し、個人種目に限ってユーゴスラビア国籍の選手を「個人参加」として五輪旗とオリンピック賛歌の下で戦うことを認めた。この個人参加選手は射撃で銀1銅2の計3個のメダルを獲得した。また、多くの選手がユーゴスラビアを離れたために競技力の低下が顕著となり、特に冬季大会では主力選手がみなスロベニアに所属したため、1994年リレハンメルオリンピックへの参加を見送った。内戦や空爆でスポーツ施設も多く被害を受け、経済制裁によってそのメンテナンスも難しくなった。
ユーゴスラビアは1996年アトランタオリンピックで正式メンバーとしてオリンピックに復帰し（金1銀1銅2で計4個のメダル）、2000年シドニーオリンピックがユーゴスラビアとして最後の参加となった。この大会では男子バレーボールの金メダルなど、合計3個（金1銀1銅1）のメダルを獲得した。